# Zigarettenpapier
Zigarettenpapier ist das den Tabak einer Zigarette umhüllende, glimmfähige, dünne, meist geruchs- und geschmacksfreie Papier. Die Glimmfähigkeit wird durch spezielle Imprägnierungen erreicht.
Bei industriell hergestellten Zigaretten ist das Zigarettenpapier ein integraler Bestandteil des Produktes. Für die industrielle Fertigung von Zigaretten wird Zigarettenpapier in lange Rollen („Bobinen“) geschnitten. Bei selbstgestopften Zigaretten ist das Zigarettenpapier Teil der sogenannten Hülse, bestehend aus der Papierhülse und dem bereits eingebauten Filter.
Im Besonderen wird unter Zigarettenpapier das separat erhältliche Papier zur Herstellung selbstgedrehter Zigaretten verstanden. Dieses Papier wird auch als Blättchen oder Paper(s), in Österreich als Wuzelpapier und im technischen Bereich als RYO-Papier (roll your own) bezeichnet.

## Bestandteile und Eigenschaften

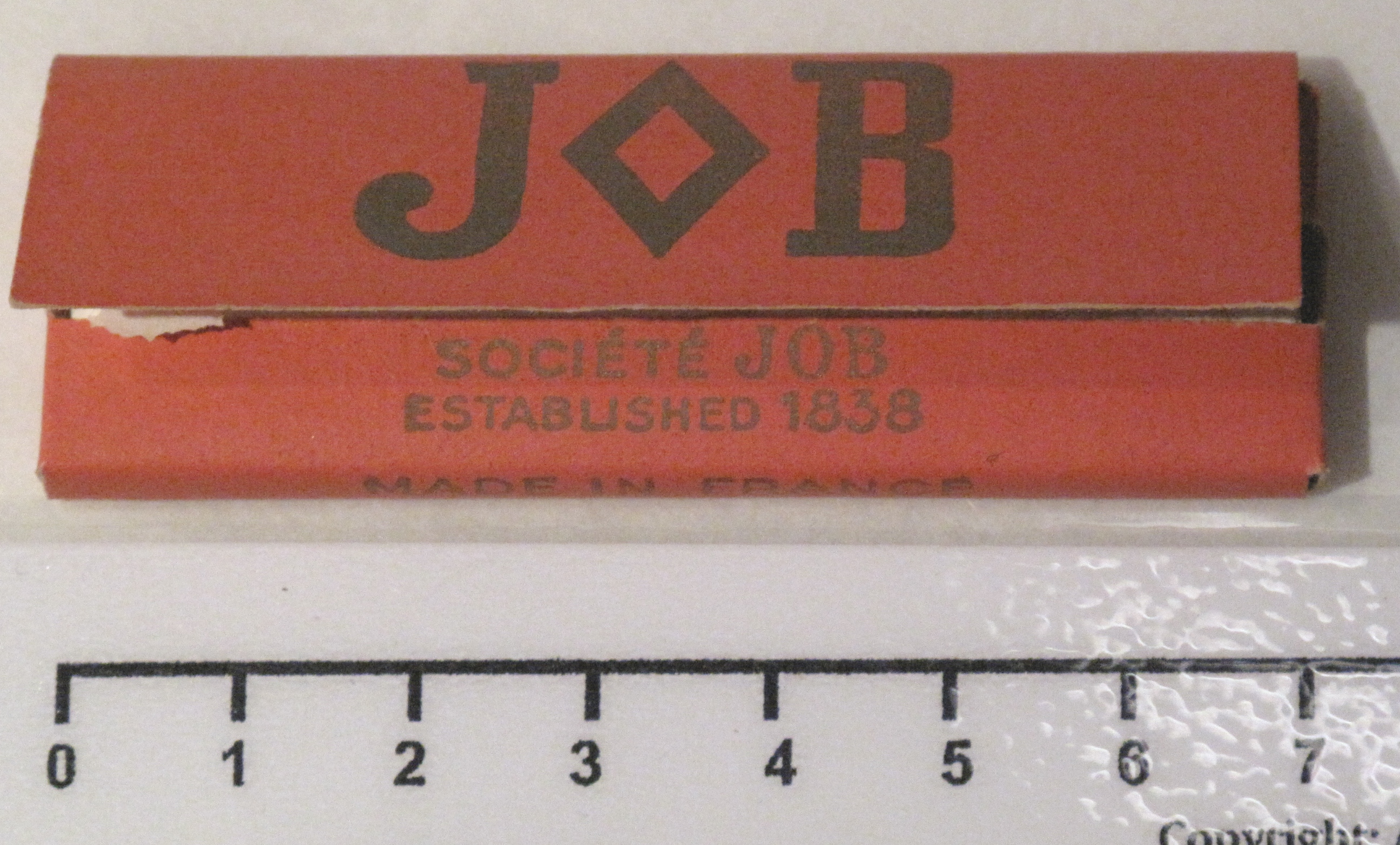
Packung Zigarettenpapier der Marke Job

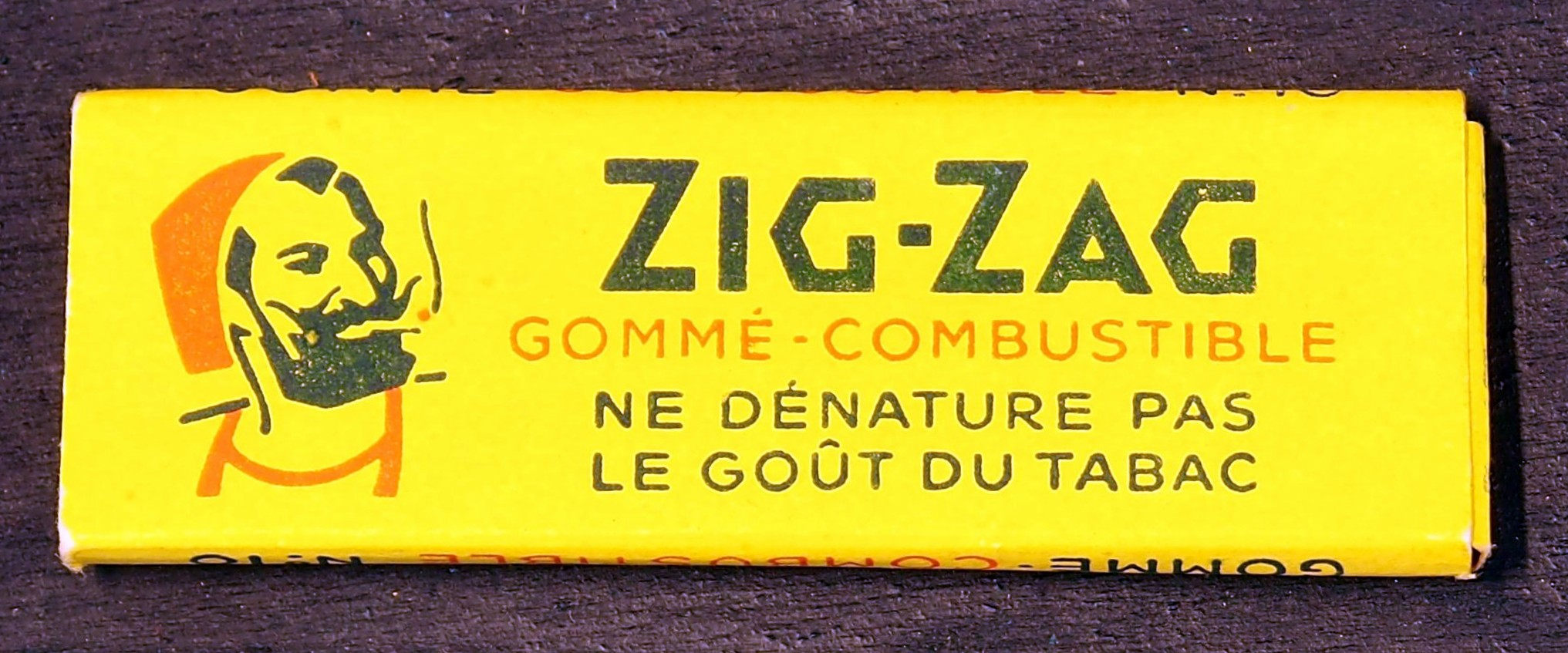
Zigarettenpapier der Marke Zig-Zag

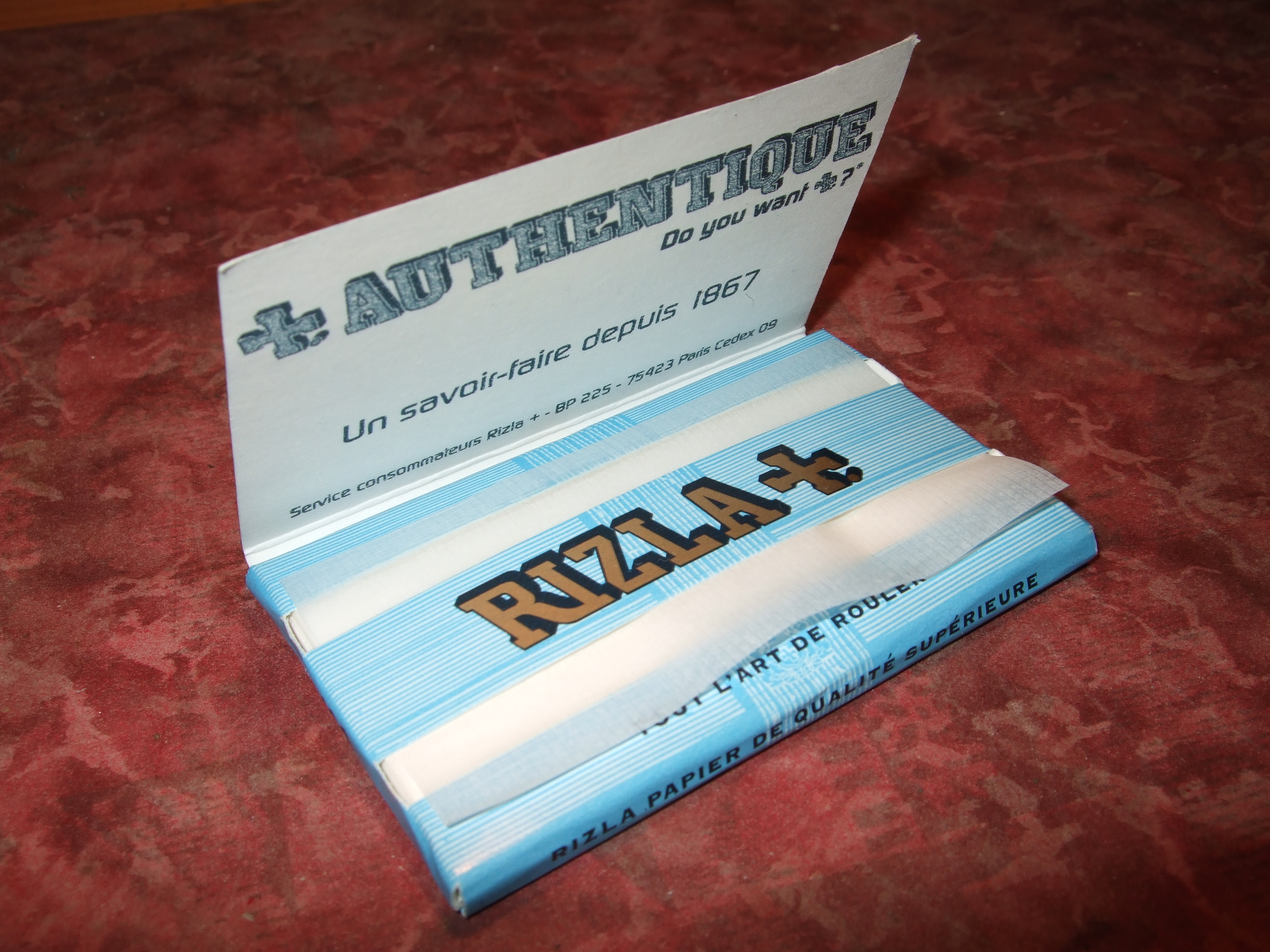
Zigarettenpapier der Marke Rizla

Das Papier basiert in der Regel auf Zellstoffen, die aus Holz, Hanf, Reis oder Flachs hergestellt werden, wobei heute Mischungen aus unterschiedlichen Materialien üblich sind. Für RYO-Papiere haben Flachs- und Hanfpapier traditionell einen hohen Anteil, in Europa werden etwa 70 bis 90 % der Hanffaserernte zu Zellstoff für Zigarettenpapiere verwendet. Insgesamt nimmt die Bedeutung von hochreinem Holzzellstoff immer mehr zu.
Zigarettenpapier hat einen Füllstoffanteil von ca. 30 %, fast ausschließlich Kalk (Kalziumkarbonat). Andere in der Papierindustrie übliche Füllstoffe wie Kaolin und Titandioxid werden in Europa nicht eingesetzt. Der hohe Füllstoffgehalt ist notwendig, um das Papier glimmfähig zu machen. Des Weiteren wird dadurch die Glätte, Bedruckbarkeit und Opazität verbessert.
Durch den Zusatz von Brandsalzen, meistens Alkalisalze organischer Säuren (zum Beispiel Trinatriumcitrat, Trikaliumcitrat, Natriumacetat usw.) wird die Brennbarkeit des Papiers der des Tabaks angeglichen, so dass beide etwa gleich schnell abbrennen.
Eine wichtige Eigenschaft des Zigarettenpapiers ist die Porosität. Diese wird in CU (Coresta Units = ml/cm²/min/kPa Druckunterschied Luft) angegeben. Unter ca. 15 CU verlöschen Zigaretten, da zu wenig Sauerstoff eindiffundieren kann. Mit der Porosität können auch die Rauchwerte einer Zigarette eingestellt werden. Mit höherer Porosität erzielt man einerseits eine Verdünnung des Rauchs mit Luft und gleichzeitig eine gewisse Diffusion von Edukten zum und Produkten vom Glimmbrand beim Liegen der Zigarette. Heute werden Porositäten von 50 bis zu 4000 CU für "Light"-Produkte genutzt, wobei die Löcher in der Größenordnung von 50 bis zu 300 µm liegen, und meist mittels Laserperforation erzeugt werden.
Zigarettenpapier ist wesentlich dünner (leichter pro Flächeneinheit) als beispielsweise Schreibpapier. Die flächenbezogene Masse beträgt nur etwa 18–24 g/m².

## Zigarettenpapier für selbstgedrehte Zigaretten
Für selbstgedrehte Zigaretten wird Zigarettenpapier in rechteckige, ca. 70 × 35 mm große Papierabschnitte zugeschnitten, die „Blättchen“ genannt werden.

### Typ A und Typ B
Die ISO 15592-3 differenziert bei Zigarettenpapieren zwischen Typ A und Typ B, die sich im Brandverhalten unterscheiden. Auf Drehtabak findet man manchmal die Angabe, dass bestimmte Kondensat- und Nikotinwerte jeweils für Zigarettenpapier Typ A oder Typ B gelten.
Zigarettenpapier Typ A enthält wenig Füllstoffe (Kalk) und keine Brandsalze. Das Papier ist leichter, dünner und luftdurchlässiger als das vom Typ B. Außerdem erlischt die Zigarette schneller, wenn nicht an ihr gezogen wird. Mit Zigarettenpapier Typ A erreicht man niedrigere Kondensat- und Nikotinwerte.
Zigarettenpapier Typ B enthält Brandsalze und mehr Füllstoffe. Es brennt länger und gleichmäßiger. Da es mehr Masse hat, dürfte es auch eine größere Menge an karzinogenem Ruß erzeugen. Typ B schmeckt angeblich „schärfer“ als Typ A.

### Gummierung
Das Zigarettenpapier ist einseitig, entlang einer langen Seite, in der Regel mit einer Klebefläche (oft Gummi arabicum oder Dextrin) versehen („gummiert“), die erst durch Benetzung mit Wasser bzw. wasserhaltigen Flüssigkeiten wie zum Beispiel Speichel aktiviert wird. Bei manchen (B-)Papieren sollte dabei, um eine äußerst dünne Klebstoffschicht nicht abzuwischen, die feuchte Zunge über die nichtgummierte Unterseite geführt werden.
Das Eindrehen des Papiers beginnt mit der anderen Längsseite, die der gummierten Seite gegenüberliegt. Auf dieser Seite sind die Ecken bei einigen Zigarettenpapieren abgerundet (englisch cut corners, wörtlich „abgeschnittene Ecken“). Dieses Detail erleichtert das Formen der Papierhülse.
Es gibt auch Zigarettenpapier, das so dünn ist, dass auf eine Gummierung verzichtet werden kann. Die „Klebekante“ erzeugt man durch schlichtes Abreißen an einer Längsseite des Papiers: Beim Benetzen dieser Risskante mit Speichel quellen die Fasern auf, und beim Zusammenführen mit trockenen Bereichen des Papiers trocknet die Risskante sofort, so dass sich die Fasern an der Risskante derart auf das Papier „legen“, dass diese Verbindung dauerhaft bleibt. Diese Idee entstammt der Zeit, als Teilgebiete des Nahen Ostens unter französischem Protektorat standen und dort Zigarettenpapier-Manufakturen errichtet wurden, die aus heutiger Sicht altertümliche Technologien verwendeten.

### Verpackung

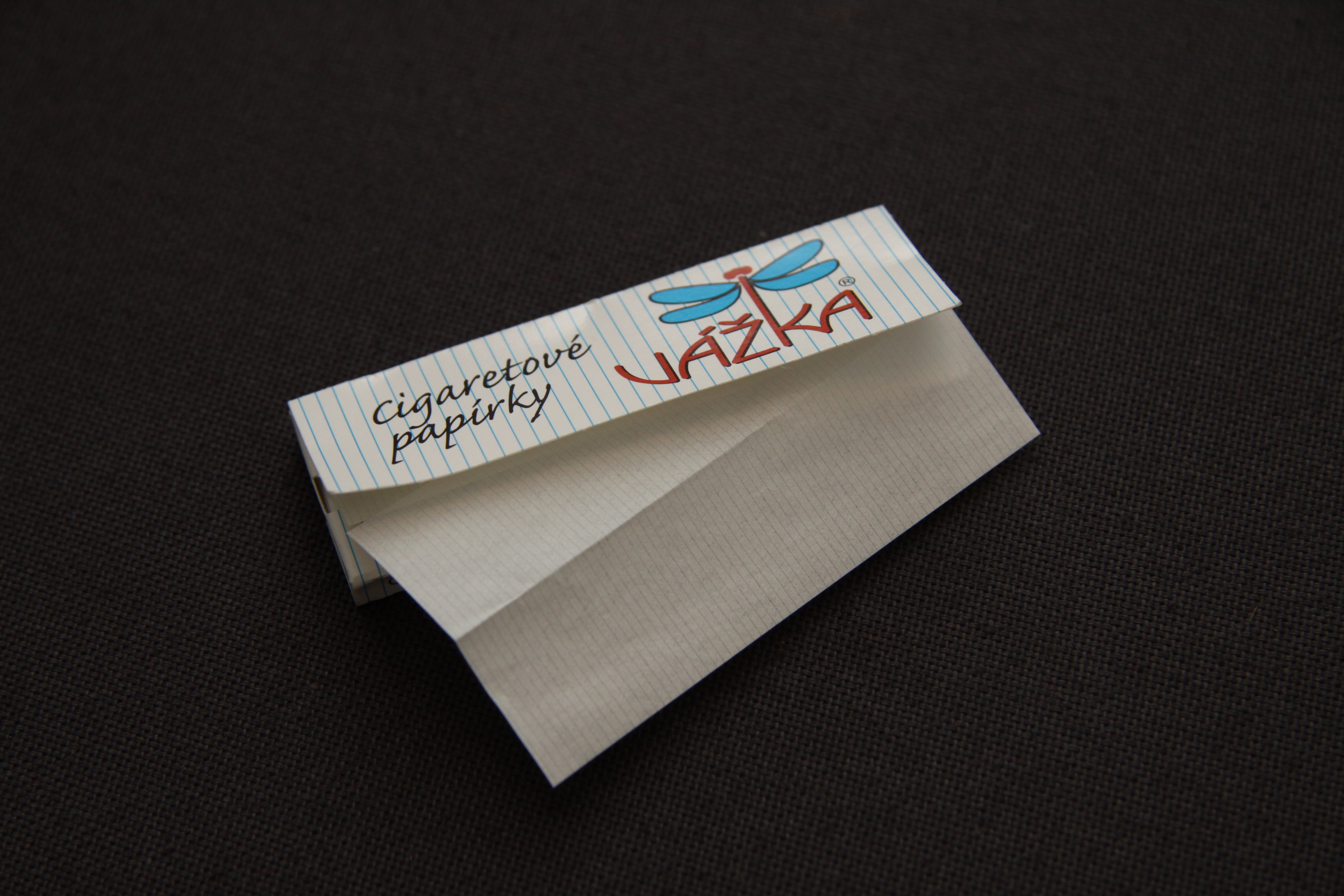
Geöffnete Packung Zigarettenpapier

Die einzelnen Blättchen sind – längs etwa in der Mitte gefaltet – in Pappschachteln erhältlich, die als Heft bezeichnet werden. Gängige Packungsgrößen sind 50 oder 100 Stück.
Die Hefte haben in der Mitte eine Ausstanzung, aus der das erste Papier bereits herausschaut. Dabei liegt eine Hälfte eines Papiers im Falz (also innerhalb) des nächsten Papiers, so dass man beim Herausziehen eines Blättchens den Anfang des nächsten gleich mit herauszieht, um so die Entnahme einfacher zu gestalten (wie es etwa auch bei Kosmetiktücherspendern der Fall ist).

### Spezielle Papiere

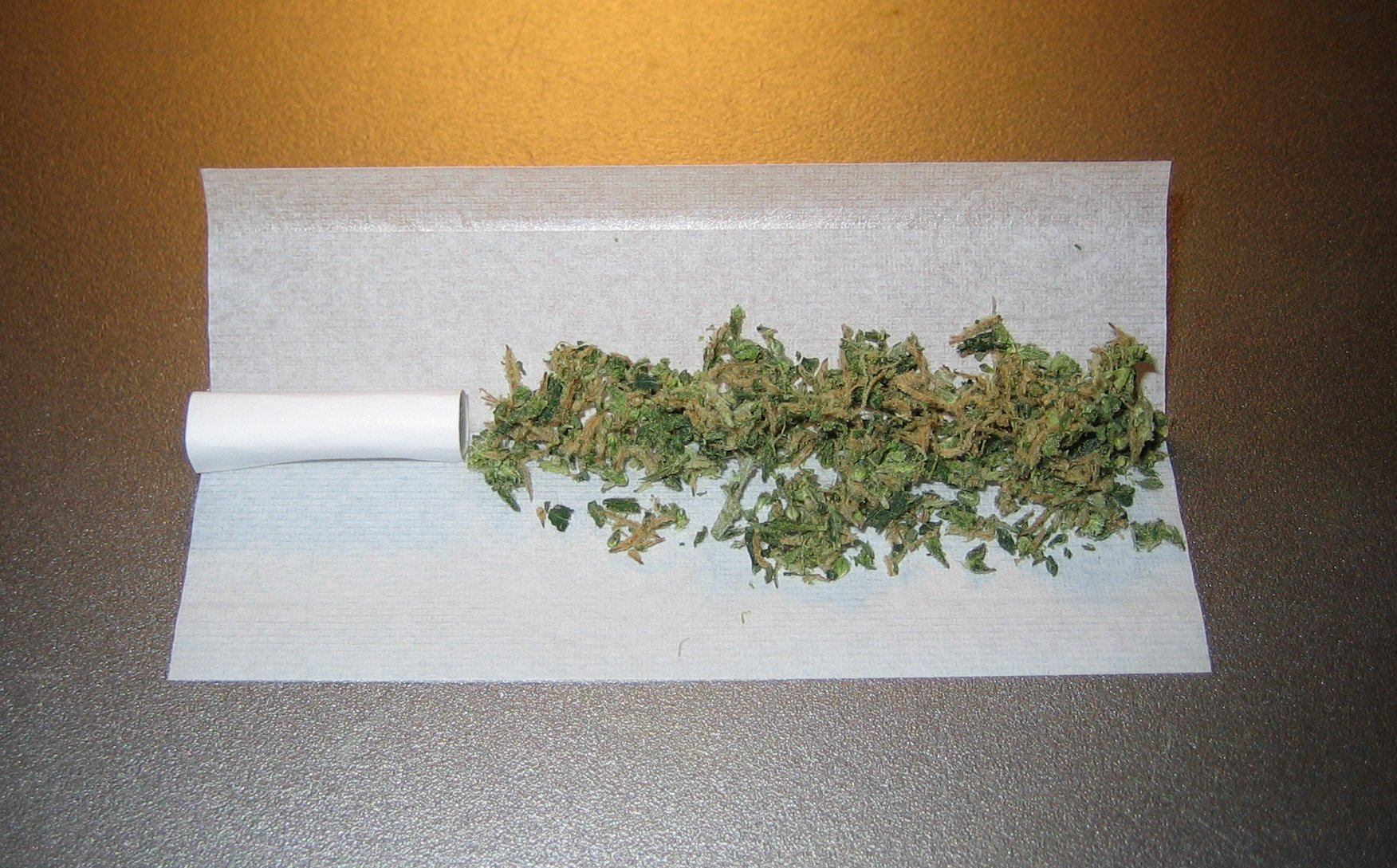
Ungerollter Joint mit Filter

Als „Longpaper“ (englisch long: lang, englisch paper: Papier) wird Zigarettenpapier bezeichnet, das länger und oft auch breiter als gewöhnliches Zigarettenpapier ist. Eine beliebte Verwendung findet es beim Drehen von Joints. Longpapers sind in Deutschland an vielen Orten erhältlich; außer in Headshops finden sie sich auch im Sortiment von Kiosken, Tankstellen usw. Ebenfalls erhältlich sind „Endlos“-Longpapers, aufgerollt in einer kleinen Pappschachtel (wie etwa Haushaltfolie).
In Deutschland wird transparentes Zigarettenpapier angeboten. Es besteht aus einer speziellen Art der Zellulose (Zellglas) und benötigt keine Gummierung, weil es durch Befeuchtung selbst aufquillt und mit sich klebefähig wird.
Auch sind Zigarettenpapiere mit Geschmacksstoffen (zum Beispiel Frucht-, Cognac- oder Minzschokoladengeschmack) sowie bedrucktes Zigarettenpapier zu erwähnen.

## Sicherheitsvorkehrungen für Zigarettenpapier in der EU
Um das Risiko der Entzündung von brennbaren Oberflächen, auf welche unbeaufsichtigte glimmende Zigaretten fallen können, und damit die Gefahr von Brandunfällen zu vermindern, führte die Europäische Union mit dem 17. November 2011 eine neue Sicherheitsschranke für Zigarettenpapier in der EU ein, welche in DIN EN 16156 beschrieben ist. Seit dem 17. November 2011 dürfen nur noch Zigaretten in der EU vertrieben werden, die nach dem RIP-Verfahren hergestellt wurden (RIP = englisch reduced ignition propensity, deutsch „verminderte Zündneigung“). Für die Durchsetzung der neuen Vorschrift sind nationale Behörden zuständig.
Das RIP-Verfahren sieht vor, dass eine Zigarette verlischt, wenn sie auf einer Oberfläche zu liegen kommt. Diese Eigenschaft wird mittels des in der ISO 12863:2010 beschriebenen Testverfahrens geprüft. Hier müssen mindestens 75 % aller Zigaretten, die auf zehn Lagen Filterpapier liegen, verlöschen. Ein Verlöschen der Zigarette, weil an dieser nicht aktiv gezogen wird, ist an sich nicht erwünscht, ergibt sich aber aus der Produktionsschwankung bei der Herstellung der Papiere, den klimatischen Verhältnissen, bei welchen die Zigarette geraucht wird, und dem Zigarettendesign.
Ein Verfahren zur Herstellung von RIP-Zigaretten ist die Verwendung von Zigarettenpapier, bei dem an zumindest zwei Stellen die Diffusion von Sauerstoff durch das Papier vermindert wird. Das kann durch Aufbringen von Streifen fein gemahlenen Zellstoffs oder mittels Aufdruck von filmbildenden Polysacchariden erfolgen. In deren Folge erlischt eine Zigarette, wenn sie auf einer Oberfläche zu liegen kommt, sobald der brennende Tabak auf eine dieser Zonen trifft.

## Weitere Papiere bei Zigaretten
Bei der Zigarettenherstellung werden außer dem Zigarettenpapier (Hüllpapier für den Tabak) auch zwei weitere Papiersorten verwendet: Filterumhüllungspapier und Mundstückpapier (siehe Papiere für Zigaretten).

## „Zigarettenpapier“ bei Briefmarken
In der Philatelie bezeichnet „Zigarettenpapier“ ein außergewöhnlich dünnes Papier, das allerdings nicht zwingend aus der Zigarettenproduktion stammen muss.